# 양산 통도사 건륭57년명 삼장보살탱
양산 통도사 건륭57년명 삼장보살탱(梁山 通度寺 乾隆五十七年銘 三藏菩薩幀)은 대한민국 경상남도 양산시 하북면 통도사에 있는 불화이다. 
2005년 1월 13일 경상남도의 유형문화재 제421호 통도사 건륭57년 삼장보살탱로 지정되었다가, 2018년 12월 20일 현재의 명칭으로 변경되었다.

## 개요
본 작품은 화기를 통해 볼 때 통도사 불화조성을 19세기 전반까지 영향을 미친 화사(畵師) 지연(指演)에 의해 제작된 귀중한 작품으로 건륭(乾隆) 57년(1792)에 제작되었다. 삼장보살탱 도상 연구에 있어서 자료적 가치가 높다. 

## 같이 보기
- 통도사

## 참고 자료
- 양산 통도사 건륭57년명 삼장보살탱 - 국가유산청 국가유산포털
- 통도사 건륭57년삼장보살탱 - 한국민족문화대백과사전